# بخش پاچلمسکی
بخش پاچلمسکی (به لاتین: Pachelmsky District) یک منطقهٔ مسکونی در روسیه است که در استان پنزا واقع شده‌است.